# Coppa di Russia (pallavolo femminile)
La Coppa di Russia è un trofeo nazionale russo, organizzato dalla Federazione pallavolistica della Russia.

## Albo d'oro
| Edizione      | Edizione          | Podio                 | Podio     | Podio                 |
| Anno          | Sede della finale | Campione              | Risultato | Finalista             |
| ------------- | ----------------- | --------------------- | --------- | --------------------- |
| 1993 Dettagli | -                 | Metar                 | -         | Dinamo Krasnodar      |
| 1994 Dettagli | Ejsk              | Dinamo Krasnodar      | -         | Metar                 |
| 1995 Dettagli | Moskovskij        | Zareč'e Odincovo      | -         | Metar                 |
| 1996 Dettagli | Balakovo          | Metar                 | 3 - 1     | Zareč'e Odincovo      |
| 1997 Dettagli | Lipeck            | Metar                 | 3 - 2     | CSKA Mosca            |
| 1998 Dettagli | Soči              | CSKA Mosca            | -         | Iskra Samara          |
| 1999 Dettagli | Samara            | Balakovskaja AĖS      | 3 - 1     | CSKA Mosca            |
| 2000 Dettagli | -                 | Iskra Samara          | 3 - 2     | CSKA Mosca            |
| 2001 Dettagli | Mosca             | CSKA Mosca            | 3 - 1     | Stinol                |
| 2002 Dettagli | Tula              | Zareč'e Odincovo      | 3 - 0     | Samorodok             |
| 2003 Dettagli | Chabarovsk        | Zareč'e Odincovo      | 3 - 0     | CSKA Mosca            |
| 2004 Dettagli | Belgorod          | Zareč'e Odincovo      | 3 - 1     | Dinamo Mosca          |
| 2005 Dettagli | Mosca             | CSKA Mosca            | 3 - 2     | Samorodok             |
| 2006 Dettagli | Kazan'            | Zareč'e Odincovo      | 3 - 0     | CSKA Mosca            |
| 2007 Dettagli | Odincovo          | Zareč'e Odincovo      | 3 - 2     | Dinamo Mosca          |
| 2008 Dettagli | San Pietroburgo   | Universitet-Belogor'e | 3 - 1     | Dinamo Mosca          |
| 2009 Dettagli | Omsk              | Dinamo Mosca          | 3 - 2     | Zareč'e Odincovo      |
| 2010 Dettagli | Kazan'            | Dinamo-Kazan          | 3 - 0     | Dinamo Krasnodar      |
| 2011 Dettagli | Mosca             | Dinamo Mosca          | 3 - 1     | Dinamo-Kazan          |
| 2012 Dettagli | Krasnodar         | Dinamo-Kazan          | 3 - 0     | Dinamo Mosca          |
| 2013 Dettagli | Krasnodar         | Dinamo Mosca          | 3 - 1     | Dinamo-Kazan          |
| 2014 Dettagli | Krasnodar         | Dinamo Krasnodar      | 3 - 2     | Omička                |
| 2015 Dettagli | Mosca             | Dinamo Krasnodar      | 3 - 1     | Dinamo-Kazan          |
| 2016 Dettagli | Kazan'            | Dinamo-Kazan          | 3 - 1     | Dinamo Mosca          |
| 2017 Dettagli | Kazan'            | Dinamo-Kazan          | 3 - 0     | Enisej                |
| 2018 Dettagli | Kaliningrad       | Dinamo Mosca          | 3 - 0     | Enisej                |
| 2019 Dettagli | Kazan'            | Dinamo-Kazan          | 3 - 1     | Dinamo Mosca          |
| 2020 Dettagli | Mosca             | Dinamo-Ak Bars        | 3 - 1     | Dinamo Mosca          |
| 2021 Dettagli | San Pietroburgo   | Dinamo-Ak Bars        | 3 - 0     | Lokomotiv Kaliningrad |
| 2022 Dettagli | Tula              | Dinamo Mosca          | 3 - 0     | Lokomotiv Kaliningrad |
| 2023 Dettagli | San Pietroburgo   | Dinamo Mosca          | 3 - 0     | Leningradka           |
| 2024 Dettagli | Kazan'            | Dinamo-Ak Bars        | 3 - 2     | Leningradka           |

## Palmarès
| Squadre               | Titoli | Stagioni                                       |
| --------------------- | ------ | ---------------------------------------------- |
| Dinamo-Ak Bars        | 8      | 2010, 2012, 2016, 2017, 2019, 2020, 2021, 2024 |
| Zareč'e Odincovo      | 6      | 1995, 2002, 2003, 2004, 2006, 2007             |
| Dinamo Mosca          | 6      | 2009, 2011, 2013, 2018, 2022, 2023             |
| Dinamo-Metar          | 3      | 1993, 1996, 1997                               |
| CSKA Mosca            | 3      | 1998, 2001, 2005                               |
| Dinamo Krasnodar      | 3      | 1994, 2014, 2015                               |
| Proton                | 1      | 1999                                           |
| Iskra Samara          | 1      | 2000                                           |
| Universitet-Technolog | 1      | 2008                                           |